# Kapitulacija Trećeg Reicha
Čin bezuvjetne predaje nacionalsocijalističke Njemačke saveznicima, poznatiji kao kapitulacija Trećeg Reicha, pravni je dokument, koji je označavao bezuvjetnu predaju nacističke Njemačke 7. svibnja 1945. Prva predajna ceremonija održana je u Reimsu, a druga iz protokolarnih razloga u Berlinu.